# Gichin Funakoshi

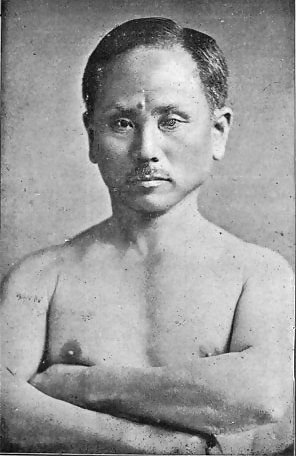
Gichin Funakoshi

Gichin Funakoshi (船越 義珍 Funakoshi Gichin med japansk namnföljd), född 10 november 1868 i byn Yamakawa i Shuri på ön Okinawa (då tillhörande Kungariket Ryukyu), död 26 april 1957 i Tokyo, var en av ryūkyūisk karatelärare och upphovsman till karatestilen Shotokan. Han omnämns ibland som "den moderna karatens fader", en titel som dock även brukar ges till Funakoshis lärare Itosu Ankō. På en uppvisning 1921 var han en av de första att visa upp karate på de japanska huvudöarna. Året därpå började han undervisa i Japan, och han kom att få stor betydelse för spridningen av karatekonsten.
Funakoshi föddes i byn Yamakawa på den japanska sydliga ön Okinawa mitt under Meijirestaurationen. I skolan blev han nära vän med en son till Anko Asato, som undervisade i karate och kendo. Asato blev Funakoshis första karatelärare. Senare tränade han även för Itosu Anko.
Funakoshi och hans familj ville inte skära av sig den hårknut som representerade samurajstånd, och därmed släpptes han inte in på de läkarstudier han tänkt sig. Funakoshi som studerat klassisk kinesisk och japansk filosofi började arbeta som lärare. Under denna tid intensifierades hans engagemang i karaten. Funakoshi tränade i båda de två stilar som karaten på Okinawa då var uppdelad i: Shōrei-ryū och Shōrin-ryū. Hans personliga stil påverkades även av kendōns distans och timing. 
Vid slutet av 1910-talet hade Funakoshi många egna karateelever. För att ytterligare sprida den okinawanska karaten reste Funakoshi 1921 till de japanska huvudöarna. 
Karatestilen Shotokan är uppkallad efter Funakoshis pseudonym som amatörpoet, Shoto, vilket betyder ungefär "vind i tallar". Kan betyder träningshall eller hus, så Shotokan betyder "Shotos hus". Funakoshis elever satte upp en skylt med denna lydelse ovanför träningshallen; namnet Shotokan är alltså inte Funakoshis egen uppfinning. 
1936 grundande Funakoshi sin första dōjō i Tokyo, och där kom han att stanna. Andra världskriget innebar ett stort avbräck i elevmängd, eftersom många blev dödade i kriget. Efter stillahavskrigets slut formaliserade hans elever undervisningen och 1955 bildades Japan Karate Association (JKA) med Funakoshi som överhuvud. Funakoshi avled två år senare, 1957.
Hans son Yoshitaka Funakoshi tränade för honom, liksom stora mästare som Taiji Kase.

## Böcker
Funakoshi skrev flera böcker om karate, som finns översatta till engelska. Hit hör hans memoarer, Karate-Do: My Way of Life. En annan av hans sprida skrifter är niju kun, tjugo principer som de karatetränande bör rätta sig efter för att "bli bättre människor". De finns utgivna under den engelska titeln The Twenty Guiding Principles of Karate.
Engelska översättningar:
- Karate-Do Kyohan: The Master Text, översättning av Tsutomu Ohshima, Kodansha International Ltd. ISBN 0-87011-190-6.
- Karate-Do: My Way of Life, Kodansha International Ltd. ISBN 0-87011-463-8.
- Karate-Do Nyumon: The Master Introductory Text, översättning av John Teramoto. Kodansha International Ltd. ISBN 4-7700-1891-6.
- Karate Jutsu: The Original Teachings of Master Funakoshi, översättning av John Teramoto. Kodansha International Ltd. ISBN 4-7700-2681-1.
- The Twenty Guiding Principles of Karate: The Spiritual Legacy of the Master, översättning av John Teramoto. Kodansha International Ltd. ISBN 4-7700-2796-6.